# Vavukan
Il Vavukan (in russo Вавукан?) è un fiume della Russia siberiana orientale (Sacha-Jacuzia), affluente di destra del Viljuj.
Ha origine e scorre lungo l'altopiano del Viljuj in direzione orientale. Sfocia nel Viljuj a 2 150 km dalla foce. I maggiori affluenti sono Malyj Vavukan (lungo 55 km), dalla destra idrografica, e Levyj Vavukan (67 km), dalla sinistra. Gela da metà ottobre sino a fine maggio - inizio giugno.